# Bebe Neuwirth
Bebe Neuwirth (AFI: [ˈbiːbi ˈnjuːwɜːrθ]), all'anagrafe Beatrice J. Neuwirth (Newark, 31 dicembre 1958) è un'attrice statunitense, vincitrice di 2 Emmy e di 2 Tony Award.

## Biografia
Nasce a Newark, nel New Jersey, in una famiglia ebraica, figlia di un matematico, impiegato come docente presso l'Università di Princeton e, in passato, ricercatore per l'Institute for Defense Analyses, e di una pittrice, in passato anche ballerina nelle file della American Repertory Ballet. Incoraggiata anche dalla madre, studia danza fin dall'età di 5 anni, e si perfeziona alla Juilliard School di New York dal 1976 al 1977. Durante questo periodo, danza per la Princeton Ballet Company in Pierino e il lupo, Lo schiaccianoci e Coppélia e recita in alcuni teatri.
Il suo debutto a Broadway è nel ruolo di Sheila in A Chorus Line, nel 1980. Dopodiché ottiene ruoli per Little Me (1982) Sweet Charity (1986), per cui riceve il Tony Award come migliore attrice, e Damn Yankees (1994). Nel 1996 è nel cast del revival di Chicago, dove interpreta la showgirl-killer Velma Kelly. Per la sua performance riceve un Tony and Drama Desk Awards come migliore attrice in un ruolo drammatico in un Musical. Nel 2004 promuove lo show Here Lies Jenny, dove interpreta le canzoni di Kurt Weill, e nel 2006, ritorna a Broadway per interpretare nuovamente Chicago, ma nel ruolo di Roxie Hart.
Come filmografia ha all'attivo Green Card - Matrimonio di convenienza, Bugsy, Jumanji e Come farsi lasciare in 10 giorni. Per la televisione è nota soprattutto per il ruolo della dottoressa Lilith Sternin, la psichiatra emotivamente repressa sposata a Frasier Crane nelle serie Cin Cin (dal 1986 al 1993), per cui vinse 2 Emmy, e Frasier. Ha partecipato anche a Law & Order - Il verdetto, e ha interpretato se stessa in Will & Grace.

## Vita privata
È stata sposata dal 1984 al 1991 con l'attore Paul Dorman; dal 2009 è sposata con il regista e produttore Chris Calkins.

## Filmografia parziale

### Cinema
- Non per soldi... ma per amore (Say Anything), regia di Cameron Crowe (1989)
- Green Card - Matrimonio di convenienza (Green Card), regia di Peter Weir (1990)
- Bugsy, regia di Barry Levinson (1991)
- Malice - Il sospetto (Malice), regia di Harold Becker (1993)
- Jumanji, regia di Joe Johnston (1995)
- Funny Money - Come fare i soldi senza lavorare (The Associate), regia di Donald Petrie (1996)
- Le straordinarie avventure di Pinocchio (The Adventures of Pinocchio), regia di Steve Barron (1996)
- Celebrity, regia di Woody Allen (1998)
- The Faculty, regia di Robert Rodriguez (1998)
- Getting to Know You - Cominciando a conoscerti (Getting to Know You) (1999)
- S.O.S. Summer of Sam - Panico a New York (Summer of Sam), regia di Spike Lee (1999)
- Liberty Heights, regia di Barry Levinson (1999)
- Tadpole - Un giovane seduttore a New York (Tadpole), regia di Gary Winick (2002)
- Come farsi lasciare in 10 giorni (How to Lose a Guy in 10 Days) (2003)
- Le Divorce - Americane a Parigi (Le Divorce) (2003)
- Brivido biondo (The Big Bounce (2004)
- Adopt a Sailor (2007)
- Fame - Saranno famosi (Fame), regia di Kevin Tancharoen (2009)
- Jumanji: The Next Level, regia di Jake Kasdan (2019)
- Tick, Tick... Boom!, regia di Lin-Manuel Miranda (2021)

### Televisione
- Cin cin (Cheers) – serie TV, 80 episodi (1986-1993)
- Star Trek: The Next Generation – serie TV, episodio 4x15 (1991)
- Frasier – serie TV, 12 episodi (1994-2003)
- Law & Order - Unità vittime speciali (Law & Order: Special Victims Unit) – serie TV, episodio 1x03 (1999)
- Deadline – serie TV, 13 episodi (2000)
- Will & Grace – serie TV, episodio 6x19 (2004)
- Law & Order - Il verdetto (Law & Order - Trial by Jury) – serie TV, 13 episodi (2005-2006)
- The Good Wife – serie TV, 3 episodi (2012)
- Blue Bloods – serie TV, 9 episodi (2013-2019)
- Madam Secretary – serie TV, 71 episodi (2014-2017)
- L'assistente di volo - The Flight Attendant (The Flight Attendant) – serie TV, episodi 1x04-1x05 (2020)
- Julia – serie TV, 8 episodi (2022)
- Frasier – serie TV (2023)

## Teatro
- Dancin', Broadhurst Theatre di Broadway (1978)
- A Chorus Line, tour internazionale (1979)
- A Chorus Line, Shubert Theatre di Broadway (1980)
- Little Me, Eugene O'Neill Theatre do Broadway (1981)
- Upstairs at O'Neals', O'Neals' Theatre di New York (1982)
- Sweet Charity, Minskoff Theatre di Broadway (1986)
- Chicago, Terrace Theatre di Long Beach (1992)
- Kiss of the Spider Woman, Shaftesbury Theatre di Londra (1993)
- Damn Yankees, Marquis Theatre di Broadway (1994)
- Pal Joey, City Center Encores! di New York (1995)
- Chicago, City Center Encores! di New York (1996)
- Chicago, Shubert Theatre di Broadway (1996-1998)
- Over and Over, Signature Theatre di Arlington (1999)
- Fosse, Broadhurst Theatre di Broadway (1999)
- L'opera da tre soldi, Geary Theatre di San Francisco (1999)
- Everett Bekekin, Lincoln Center di New York (2001)
- Funny Girl, Actor's Fund di New York (2002)
- The Exonerated, Bleecker Street Theatre (2002)
- Writer's Block, Linda Gross Theatre di New York (2003)
- Here Lies Jenny, Zipper Theatre di New York (2004)
- Chicago, Ambassador Theatre di Broadway (2007)
- The Addams Family, Oriental Theatre di Chicago (2009) - Lunt-Fontanne Theatre di Broadway (2010)
- Sogno di una notte di mezza estate, Classic Stage di New York (2012)
- Golden Age, Manhattan Theatre Club di New York (2012)
- Chicago, Ambassador Theatre di Broadway (2014)
- Hey, Look Me Over!, City Center Encores! di New York (2018)
- The Bedwetter, Atlantic Theater dell'Off-Broadway (2022)
- Cabaret, August Wilson Theatre di Broadway (2024)

## Discografia

### Cast Recording
- Pal Joey (1995)
- Chicago (1996)
- Funny Girl (2002)
- The Addams Family (2010)

### Album
- Porcelain (2011)
- Stories in NYC: Live at 54 Below (2015)

## Riconoscimenti
- Premio Emmy
  - 1990 – Miglior attrice non protagonista in una serie commedia per Cin cin
  - 1991 – Miglior attrice non protagonista in una serie commedia per Cin cin
  - 1995 – Candidatura per la miglior guest star in una serie commedia per Frasier
  - 1999 – Candidatura per la miglior attrice non protagonista in una miniserie o film TV per Dash and Lilly
- Tony Award
  - 1986 – Miglior attrice non protagonista in un musical per Sweet Charity
  - 1997 – Miglior attrice protagonista in un musical per Chicago
  - 2024 – Candidatura per la miglior attrice non protagonista in un musical per Cabaret
- Satellite Award
  - 2003 – Candidatura per la migliore attrice non protagonista per Tadpole - Un giovane seduttore a New York

## Doppiatrici italiane
Nelle versioni in italiano delle opere in cui ha recitato, Bebe Neuwirth è stata doppiata da:
- Anna Cesareni in Green Card - Matrimonio di convenienza, Law & Order - Unità vittime speciali (ep. 1x03)
- Cinzia De Carolis in The Faculty, Malice - Il sospetto
- Isabella Pasanisi in Frasier (st. 1-5), Jumanji
- Cristina Boraschi in The Good Wife, Blue Bloods
- Valeria Perilli in Madam Secretary, Jumanji: The Next Level
- Barbara Castracane in Funny Money - Come fare i soldi senza lavorare
- Francesca Guadagno in Fame - Saranno famosi
- Antonella Giannini in The Good Wife
- Daniela Nobili in Law & Order - Il verdetto
- Aurora Cancian in Come farsi lasciare in 10 giorni
- Marina Thovez in Brivido Biondo
- Roberta Greganti in Tadpole - Un giovane seduttore a New York
- Vittoria Febbi in Liberty Heights
- Paila Pavese in Celebrity
- Adele Pellegatta in Cin Cin
- Ida Sansone in Bugsy
- Stefania Romagnoli in Frasier (st. 6-8)
- Irene Di Valmo ne L'assistente di volo - The Flight Attendant
- Antonella Alessandro in Frasier (2023)